# Blackout! 2
Albums par Method Man & Redman
Blackout!
(1999)
Albums par Method Man
4:21 The Day After
(2006) Wu-Massacre
(2010)
Albums par Redman
Red Gone Wild
(2007) Reggie
(2010)
Singles
1. A-Yo
Sortie : 31 mars 2009
2. City Lights
Sortie : 25 avril 2009
3. Mrs. International
Sortie : 5 mai 2009

Blackout! 2 est le deuxième album studio de Method Man & Redman, sorti le 19 mai 2009.
Suite de Blackout!, sorti dix ans plus tôt, l'album s'est classé 2e au Top R&B/Hip-Hop Albums, 7e au Billboard 200 et 67e au Top Albums France.

## Liste des titres
| No  | Titre                                                                                 | Contient un (des) sample(s) de                    | Durée |
| --- | ------------------------------------------------------------------------------------- | ------------------------------------------------- | ----- |
| 1.  | BO2 (Intro) (Produit par Mathematics)                                                 |                                                   | 2:34  |
| 2.  | I'm Dope Nigga (Produit par Havoc)                                                    |                                                   | 4:11  |
| 3.  | A-Yo (featuring Saukrates – Produit par Pete Rock)                                    | Magic Mona de Phyllis Hyman                       | 3:44  |
| 4.  | Dangerous MCees (Produit par Erick Sermon)                                            |                                                   | 2:34  |
| 5.  | Errbody Scream (featuring Keith Murray – Produit par Swiff D)                         | Brooklyn Zoo d'Ol' Dirty Bastard                  | 4:27  |
| 6.  | Hey Zulu (featuring Poo Bear – Produit par Rockwilder)                                |                                                   | 3:12  |
| 7.  | City Lights (featuring Bun B – Produit par Nasty Kutt)                                | One Day d'UGK featuring Ronnie Spencer            | 5:03  |
| 8.  | Father's Day (Produit par Ty Fyffe)                                                   | Walking Down Lonely Street de Joe Simon           | 2:57  |
| 9.  | Mrs. International (Skit) (Produit par Redman)                                        |                                                   | 0:57  |
| 10. | Mrs. International (featuring Erick Sermon – Produit par Buckwild)                    | Here I Am des Blue Notes                          | 3:39  |
| 11. | How Bout Dat (featuring Ready Roc et Streetlife – Produit par Vinny Idol)             | Human Beat Box des Fat Boys                       | 3:59  |
| 12. | Dis Iz 4 All My Smokers (Produit par DJ Scratch)                                      | Ain't No Sunshine de Nancy Wilson                 | 4:17  |
| 13. | Lock Down (Skit) (Produit par Redman)                                                 |                                                   | 1:15  |
| 14. | Four Minutes to Lock Down (featuring Raekwon et Ghostface Killah – Produit par Bink!) | Echo Park de Johnny Maestro & the Brooklyn Bridge | 3:22  |
| 15. | Neva Herd Dis B4 (Produit par Erick Sermon)                                           |                                                   | 4:03  |
| 16. | I Know Sumptn (featuring Poo Bear – Produit par King David)                           |                                                   | 3:32  |
| 17. | A Lil Bit (featuring Melanie Rutherford – Produit par Rockwilder et Chris N Teeb)     |                                                   | 4:11  |

## Classement
| Année | Titre                              | Position dans les charts | Position dans les charts | Position dans les charts | Certifications |
| Année | Titre                              | Billboard 200            | Top R&B/Hip-Hop Albums   | Canadian Albums Chart    | Certifications |
| ----- | ---------------------------------- | ------------------------ | ------------------------ | ------------------------ | -------------- |
| 2009  | Blackout! 2 - Sortie : 19 mai 2009 | 7                        | 2                        | 10                       | 150 000        |